# Molí al Pont d'Orrit
El Molí al Pont d'Orrit és una obra de Tremp (Pallars Jussà) protegida com a Bé Cultural d'Interès Local.

## Descripció
Edifici construït a quatre vents, adaptat al desnivell del terreny. La façana principal s'orienta a migdia i presenta tres eixos verticals d'obertures distribuïts simètricament, amb les llindes de les portes i les finestres configurades per arcs de pedra rebaixats. La teulada està pràcticament ensorrada. L'interior de la planta baixa conserva infraestructures emprades per a l'obtenció d'oli i farina.